# Ruelle des Chats
La ruelle des Chats est une voie de la commune  de Troyes, dans le département français de l'Aube qui va de la rue Champeaux à la rue Charbonnet dans le « Bouchon de Champagne « cœur historique de la ville. Ruelle reconstruite après le grand incendie de 1524, elle est dite de nos jours et romantiquement « médiévale » car elle en a l'allant par son pavement et les façades qui se rejoignent en hauteur.

## Architecture
Le pavement avec rigole centrale témoigne de celui des rues de Troyes  au XIIIe siècle
Les maisons à pans de bois et en encorbellement s'élargissent en hauteur. Ce sont des
constructions en saillie du plan vertical d’un mur, sur le prolongement des solives du plancher intérieur ou des sommiers. L'encorbellement est également un moyen de protéger du ruissellement des eaux de pluie le ou les niveaux inférieurs de la façade, cause principale de la dégradation du bois et du torchis
Par son architecture singulière donc, la ruelle doit son nom au fait qu'un chat peut passer d'un côté à l'autre de la rue, en passant par les toits,. Les façades se touchent par le sommet, et sont maintenues par des étais.
Gabriel Groley a dressé ce constat : « Les charpentiers troyens savaient tout de même bien calculer l'équilibre de leurs pièces de bois pourqu'une déviation [la ruelle] de cette importance ne cause aucune crainte justifiée ».

## Historique
La ruelle est reconstruite après le grand incendie de 1524 qui détruit un tiers de la ville. Très étroite, elle donne une idée des rues médiévales pavées ayant une rigole centrale pour l'écoulement des eaux. Reconstruites, les maisons à pans de bois et au pignon-façade en encorbellement s'élargissent en hauteur.
À l'entrée de la ruelle du côté de la rue Champeaux se trouvait le bailli du prieuré de Saint-Jean-en-Châtel, appartenant à l'abbaye Saint-Pierre de Montiéramey. Aux nos 32 et 36 de l'actuelle ruelle des Chats se trouvait un hôtel pour les voyageurs et les gens de passage appartenant à la famille Lesguisé,. Elle est nommée ruelle Maillard depuis le XVe siècle, dès 1460. Après l'incendie de 1524 toutes les maisons de la ruelle Maillard furent reconstruites. En 1783, elle devient la « rue des Chats ».
À cause du libertinage qui s'y déroulait, en 1789 un arrêté de François-Nicolas Sourdat, lieutenant général de police, enjoint de fermer la ruelle à ses extrémités. Voici le texte de l'arrêté : « Il doit être posé à chaque extrémité de la ruelle, 2 grilles en fer, ouvertes de jour, mais fermées de nuit. La ruelle sera fermée la nuit et ouverte le jour. il est interdit de conduire ou de sortir de cette ruelle aucuns butins, décombres, charognes, tels que des chiens, chats et volailles morts, sous peine d'amende. Faites attention, ce passage donne lieu à des rendez-vous et occasionne des désordres de libertinage. »
Encore sous la Révolution, M. Cousin, notaire apostolique et royal, cache plusieurs prêtres dans sa maison située rue des Quinze Vingts, et dont une porte sur la ruelle des Chats favorisait les entrées et les sorties,.
Gustave Leheutre en fait une estampe vers 1907, Eau-forte et pointe sèche.

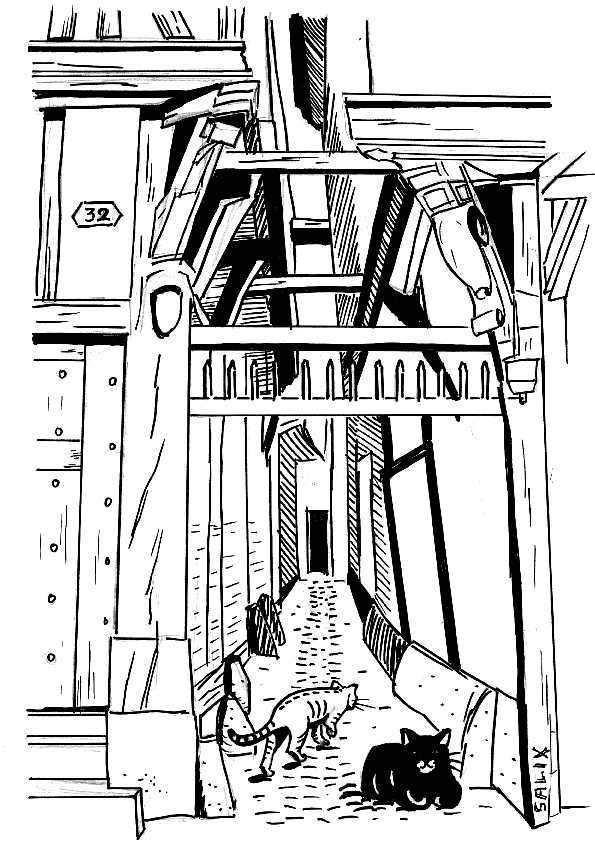
La ruelle des Chats, vue d'artiste.
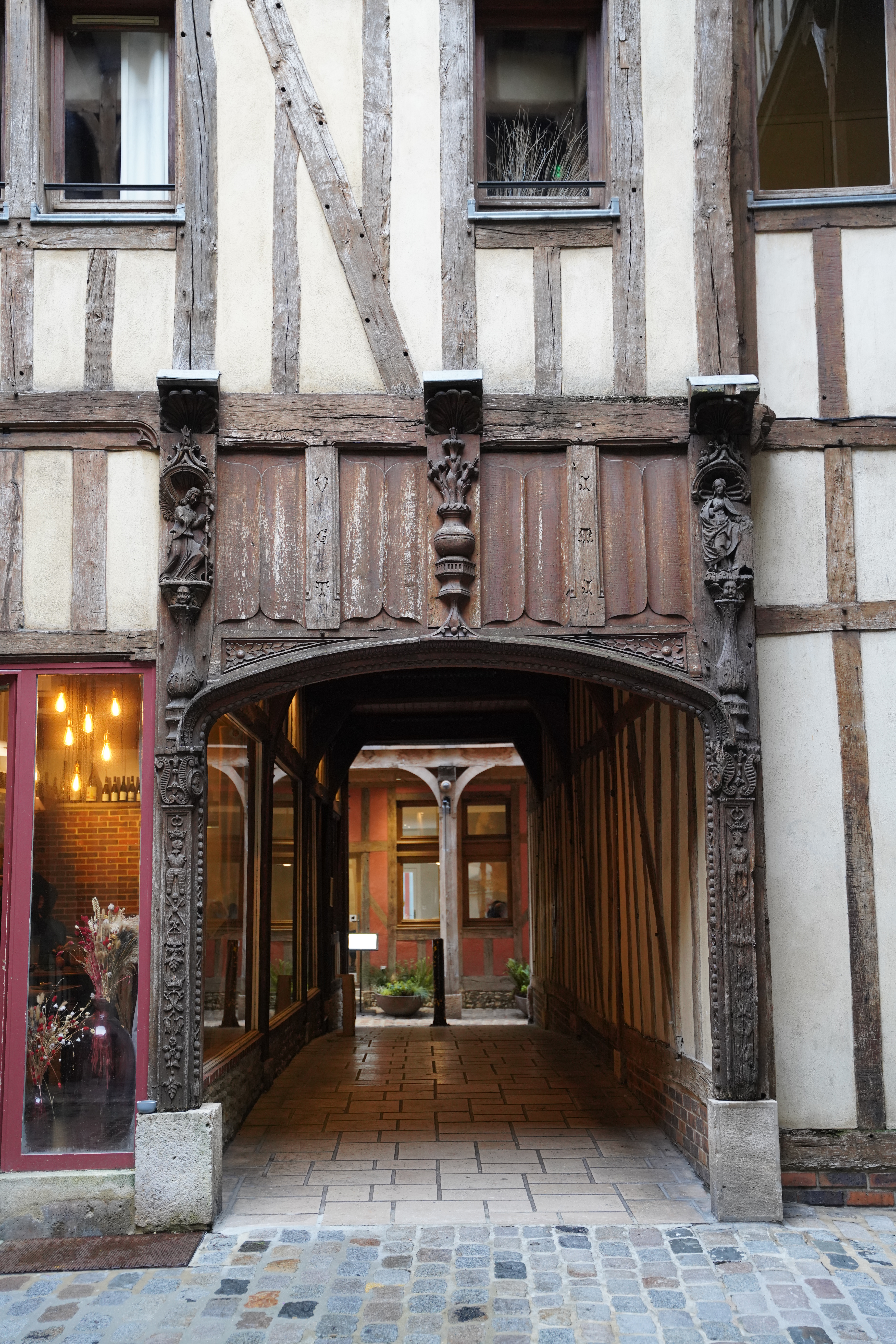
Cour du mortier d'or
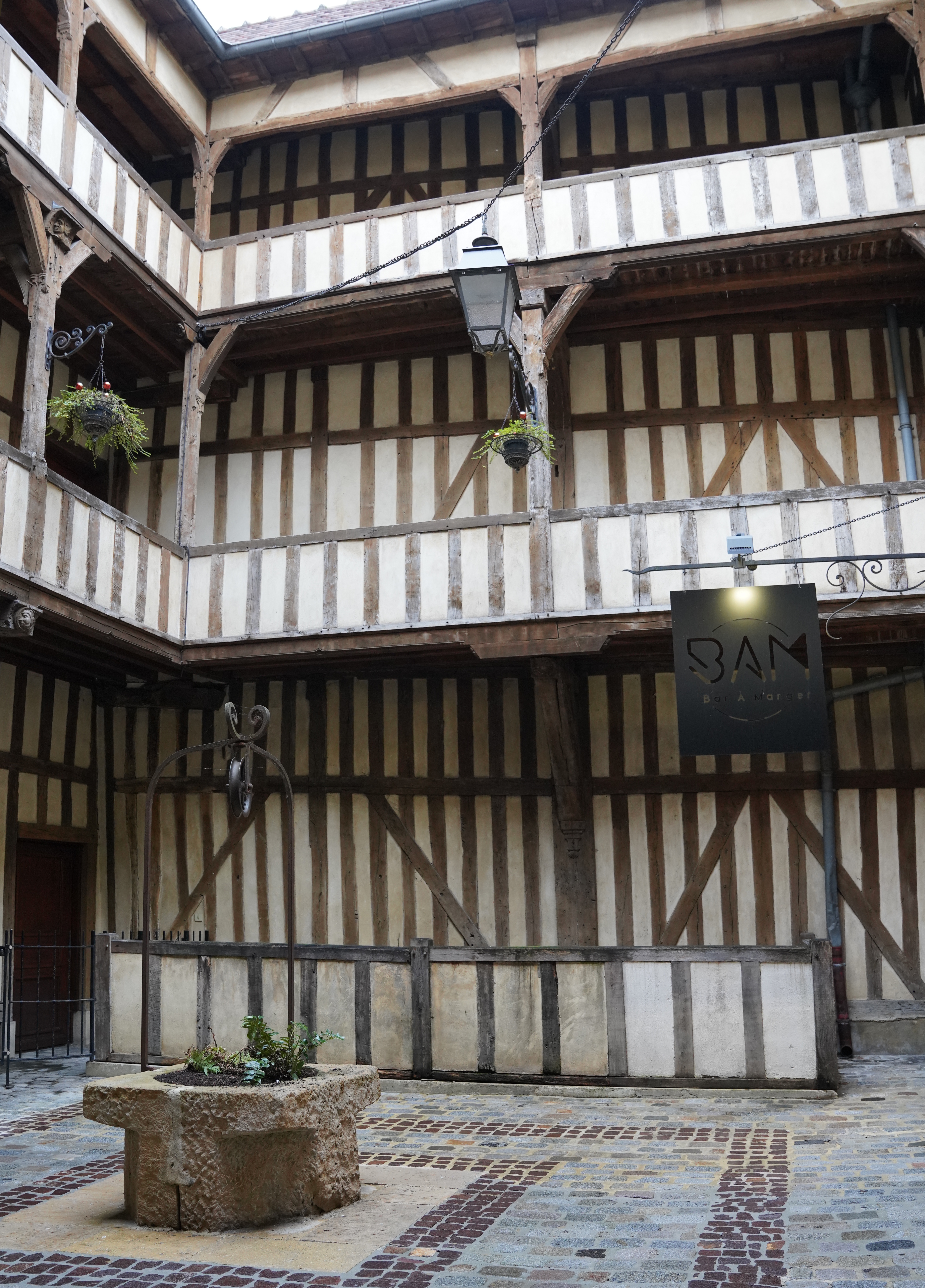
et son puits.
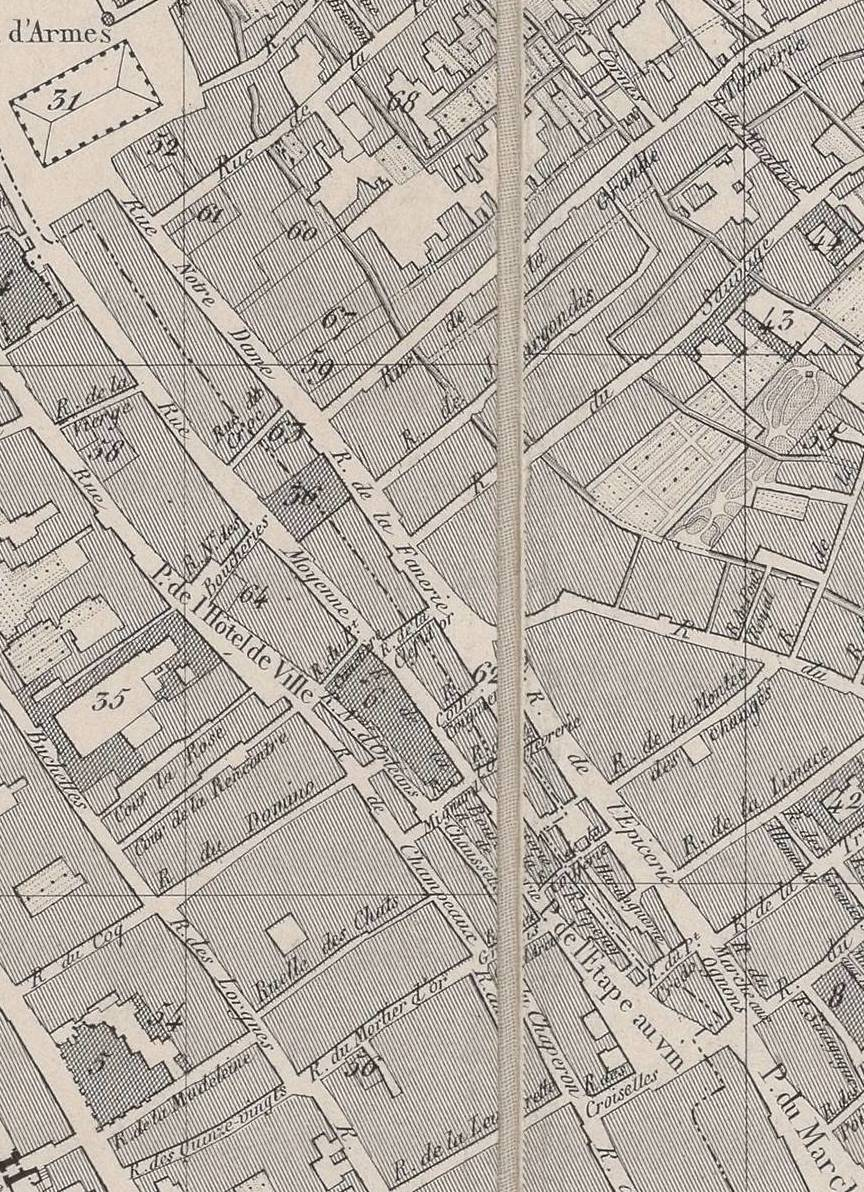
La ruelle en 1839 avec la cour arrière de l'Hôtel Juvénal des Ursins.
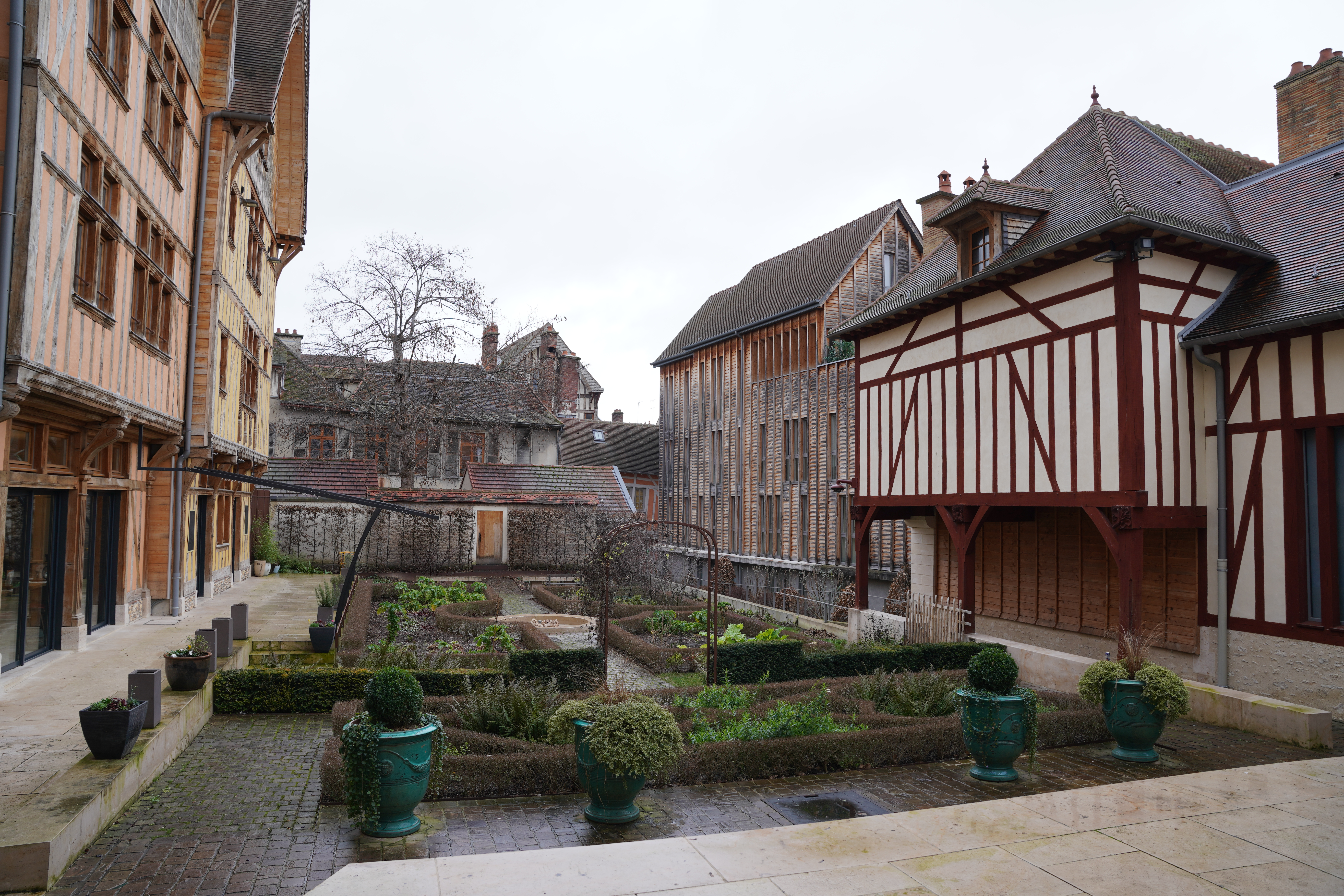
Cour de l'hôtel Juvénal des Ursins.

Dans les années 1960, la ruelle des Chats fut menacée de disparition, et André Malraux s'en alarma. La loi qui porte le nom de Malraux pour la sauvegarde du patrimoine ancien est adoptée le 4 août 1962 Le même jour la rue des Chats devient officiellement la ruelle des Chats. Un an auparavant, Gabriel Groley, historien régional, faisait paraitre son livre Où en es tu, pauvre vieux Troyes ?, où il alertait entre autres lieux, sur l'état de la ruelle.
À l'angle de la ruelle des Chats, au niveau de l'élargissement de la ruelle, se trouve la Cour du mortier d'Or.
À la place de l'ancienne clinique Juvénal, aujourd'hui démolie, il était prévu en 2006 de reconstruire un ensemble de maisons dans l'esprit du XVIe siècle et la construction de deux maisons à pans de bois commence en janvier 2014. À l'angle de la ruelle, un jardin de 500 m2 est prévu pour l'été 2016.
Dans la ruelle, une librairie accueille aussi le premier Café des Droits de l'Homme ouvert par la Ligue française pour la défense des droits de l'homme et du citoyen.
L'office du tourisme de Troyes propose Le Parcours des Chats, un circuit touristique de 3,5 kilomètres à travers la ville qui passe par la ruelle des Chats.

## Éclairage
La ville de Troyes est éclairée depuis 1534, date à laquelle le conseil de ville décide d’éclairer durant les périodes des foires de Champagne, par des chandelles de suif dans des lanternes ; en 1766, la ville dispose 150 lanternes publiques allumées en hiver dans les rues principales. Le suif donne sa place à l’huile aux alentours de 1800 (sous le Consulat) les lampes à bec de gaz en 1842 (une usine à gaz est terminée la même année) et l’électricité au début du XXe siècle.

## Dans la littérature
- Frédéric Jacob Vers un Éden…[24]
- Jean-Pierre Maurel, Malaver à l'hôtel[25]

## Autres
La vie de Rachi de Troyes est remplie de légendes et de « miracles ». Un jour que la femme d’Isaac (future mère de Rachi), enceinte de Salomon Rachi, passe ruelle des Chats, une voiture approche et va l’écraser. Elle se raidit alors contre le mur et celui-ci s’enfonce par miracle pour lui faire de la place.
Il y a également une ruelle dite « des Chats », dans la commune de Quincy-Voisins dans le département français de Seine-et-Marne, et dans la ville de La Roche-en-Ardenne située en Région wallonne, en Belgique.
En 2019, la chanteuse AMBRE évoque la ruelle des Chats dans un single intitulé « à Troyes »,,.
La Ruelle des Chats a toujours été la carte postale la plus vendue de Troyes.